# Elecciones provinciales del Neuquén de 2023
Las elecciones generales de la provincia de Neuquén de 2023 se llevaron a cabo el 16 de abril de 2023, donde se eligió al gobernador y vicegobernador provincial y a los 35 escaños de la cámara de diputados provincial. El 10 de febrero de 2022 el Tribunal Electoral de Neuquén oficializó las 6 alianzas electorales que competirán en las elecciones para gobernador y para diputados provinciales.
Rolando Figueroa, con su elección, puso fin a la hegemonía del Movimiento Popular Neuquino que gobernaba la provincia desde 1983, de manera ininterrumpida y con dilaciones, entre 1962 y dicho año.

## Candidatos
| Logo                                                                              | Logo                                                                              | Partido/Alianza                                | Partidos en la alianza | Candidato a gobernador                   | Candidato a gobernador                   | Candidato a vicegobernador | Candidato a vicegobernador |
| --------------------------------------------------------------------------------- | --------------------------------------------------------------------------------- | ---------------------------------------------- | --- | ---------------------------------------- | ---------------------------------------- | -------------------------- | -------------------------- |
|                                                                                   | Comunidad Neuquén                                                                 | Neuquinizate                                   | Ver partidos: - Comunidad - Propuesta Republicana - Desarrollo Ciudadano - Avanzar Neuquén - Arriba Neuquén - Nuevo Compromiso Neuquino - Frente Grande - Partido Socialista - Frente Social por la Dignidad                                                             |                                          | Rolando Figueroa                         |                            | Gloria Ruiz                |
| - Diputado nacional (2021-presente) - Vicegobernador de Neuquén (2015-2019)       | - Diputado nacional (2021-presente) - Vicegobernador de Neuquén (2015-2019)       | Neuquinizate                                   | Ver partidos: - Comunidad - Propuesta Republicana - Desarrollo Ciudadano - Avanzar Neuquén - Arriba Neuquén - Nuevo Compromiso Neuquino - Frente Grande - Partido Socialista - Frente Social por la Dignidad                                                             | - Intendenta de Plottier (2019-presente) | - Intendenta de Plottier (2019-presente) |                            |                            |
|                                                                                   |                                                                                   | Movimiento Popular Neuquino                    | Ver partidos: - Movimiento Popular Neuquino - Energía Ciudadana - Unión Popular Federal - Unión de los Neuquinos - Partido Vecinal Renovador - Movimiento de Integración y Desarrollo - Frente Nuevo Neuquén - Juntos por la Vida - Frente Integrador Neuquino - Iguales |                                          | Marcos Koopmann                          |                            | Ana Pechen                 |
| - Vicegobernador de Neuquén (2019-presente)                                       | - Vicegobernador de Neuquén (2019-presente)                                       | Movimiento Popular Neuquino                    | Ver partidos: - Movimiento Popular Neuquino - Energía Ciudadana - Unión Popular Federal - Unión de los Neuquinos - Partido Vecinal Renovador - Movimiento de Integración y Desarrollo - Frente Nuevo Neuquén - Juntos por la Vida - Frente Integrador Neuquino - Iguales | - Vicegobernadora de Neuquén (2007-2015) | - Vicegobernadora de Neuquén (2007-2015) |                            |                            |
|                                                                                   |                                                                                   | Frente de Todos                                | Ver partidos: - Partido Justicialista - El Frente y la Participación Neuquina |                                          | Ramón Rioseco                            |                            | Ayelén Gutiérrez           |
| - Parlamentario del Mercosur (2015-2019) - Ex intendente de Cutral Có (2007-2015) | - Parlamentario del Mercosur (2015-2019) - Ex intendente de Cutral Có (2007-2015) | Frente de Todos                                | Ver partidos: - Partido Justicialista - El Frente y la Participación Neuquina | - Legisladora provincial (2019-presente) | - Legisladora provincial (2019-presente) |                            |                            |
|                                                                                   |                                                                                   | Partido Cumplir                                | Sin alianza |                                          | Carlos Eguía                             |                            | Catalina Uleri             |
| - Periodista                                                                      | - Periodista                                                                      | Partido Cumplir                                | Sin alianza | - Empresaria inmobiliaria                | - Empresaria inmobiliaria                |                            |                            |
|                                                                                   |                                                                                   | Juntos por el Cambio                           | Ver partidos: - Unión Cívica Radical - Coalición Cívica ARI - Encuentro Republicano Federal |                                          | Pablo Cervi                              |                            | Jorge Taylor               |
| - Diputado nacional (2021-presente)                                               |                                                                                   | Juntos por el Cambio                           | Ver partidos: - Unión Cívica Radical - Coalición Cívica ARI - Encuentro Republicano Federal |                                          |                                          |                            |                            |
|                                                                                   |                                                                                   | Frente de Izquierda y de Trabajadores - Unidad | Ver partidos: - La Izquierda de los Trabajadores - Partido Obrero - Izquierda Socialista - Nueva Izquierda |                                          | Patricia Jure                            |                            | Raúl Godoy                 |
| - Docente                                                                         | - Docente                                                                         | Frente de Izquierda y de Trabajadores - Unidad | Ver partidos: - La Izquierda de los Trabajadores - Partido Obrero - Izquierda Socialista - Nueva Izquierda | - Ex diputado provincial                 | - Ex diputado provincial                 |                            |                            |

## Encuestas
| Fecha                              | Encuestadora              | Comunidad        | MPN             | FdT           | Cumplir      | JxC         | FIT-U         | Blanco | Otros | Indecisos |
| Fecha                              | Encuestadora              | Rolando Figueroa | Marcos Koopmann | Ramón Rioseco | Carlos Eguía | Pablo Cervi | Patricia Jure | Blanco | Otros | Indecisos |
| ---------------------------------- | ------------------------- | ---------------- | --------------- | ------------- | ------------ | ----------- | ------------- | ------ | ----- | --------- |
| Fecha                              | Encuestadora              |                  |                 |               |              |             |               | Blanco | Otros | Indecisos |
| 4 - 6 de febrero de 2023           | Par Consultores           | 24               | 18              | 15            | 8            | 9           | 3             | 9      | -     | 16        |
| 27 de febrero - 6 de marzo de 2023 | LAT Consultores           | 17               | 28              | 16            | 11           | 12          | 5             | -      | -     | 11        |
| 7 - 10 de marzo de 2023            | Zuban Córdoba & Asociados | 27,6             | 23,7            | 21,1          | 7,9          | -           | -             | -      | 13    | 6,7       |
| 13 - 18 de marzo de 2023           | Consultora Tendencias     | 24,9             | 22,7            | 16,9          | 9,6          | 5,3         | 5,1           | 5,3    | -     | 10,2      |
| 20 - 25 de marzo de 2023           | LAT Consultores           | 18               | 28              | 16            | 12           | 13          | 5             | -      | -     | 8         |
| 1 - 6 de abril de 2023             | Mide_                     | 35               | 29              | 6             | 8            | 5           | 1             | 5      | -     | 11        |
| 6 - 9 de abril de 2023             | Consultora Tendencias     | 27,3             | 25,3            | 15,4          | 10,9         | 5,1         | 4,9           | 2,2    | -     | 8,9       |
| 6 - 10 de abril de 2023            | CB Consultora             | 26,6             | 28,3            | 16,2          | 10,5         | 6,2         | 2,8           | 3,2    | -     | 6,3       |
|                                    |                           |                  |                 |               |              |             |               |        |       |           |
| 16 de abril de 2023                | Elecciones provinciales   | 36,94            | 34,40           | 13,15         | 8,25         | 3,88        | 3,37          | 3.53   |       |           |

## Resultados

### Gobernador
|  | 9,12 % |

|  | 4,30 % |

|  | 4,30 % |

|  | 4,12 % |

|  | 3,99 % |

|  | 3,64 % |

|  | 3,13 % |

|  | 2,37 % |

|  | 1,97 % |

|  | 36,94 % |

|  | 18,96 % |

|  | 3,08 % |

|  | 1,98 % |

|  | 1,80 % |

|  | 1,63 % |

|  | 1,63 % |

|  | 1,46 % |

|  | 1,36 % |

|  | 1,26 % |

|  | 1,23 % |

|  | 34,40 % |

|  | 5,17 % |

|  | 2,36 % |

|  | 2,01 % |

|  | 1,82 % |

|  | 1,79 % |

|  | 13,15 % |

|  | 8,25 % |

|  | 3,88 % |

|  | 3,37 % |

|  | 96,36 % |

|  | 3,54 % |

|  | 0,10 % |

|  | 76,20 % |

|  | 100 % |

### Legislatura
|  | 19,32 % |

|  | 8,92 % |

|  | 4,67 % |

|  | 13,59 % |

|  | 8,35 % |

|  | 4,46 % |

|  | 3,00 % |

|  | 7,46 % |

|  | 6,29 % |

|  | 3,90 % |

|  | 3,65 % |

|  | 3,52 % |

|  | 3,49 % |

|  | 3,20 % |

|  | 2,92 % |

|  | 2,89 % |

|  | 2,07 % |

|  | 1,98 % |

|  | 1,93 % |

|  | 1,87 % |

|  | 1,76 % |

|  | 1,73 % |

|  | 1,69 % |

|  | 1,68 % |

|  | 1,52 % |

|  | 1,51 % |

|  | 1,40 % |

|  | 1,16 % |

|  | 1,12 % |

|  | 95,38 % |

|  | 4,52 % |

|  | 0,10 % |

|  | 76,20 % |

|  | 100 % |